# Kunststofftechnik
Die Kunststofftechnik befasst sich mit der Erforschung bzw. Anwendung physikalischer, chemischer, biologischer und physiologischer Eigenschaften der Kunststoffe und ist aus der Verfahrenstechnik als eigenständiger, ingenieur-wissenschaftlicher Forschungszweig hervorgegangen.
Ziel dieser Forschungen ist es, Kunststoffe zu entwickeln oder auszuwählen, die die für eine bestimmte Anwendung benötigten Eigenschaften aufweisen. Mit der Absicht, innovative Kunststoffprodukte umweltfreundlich und marktfähig technisch zu realisieren, konzentriert sich der Kunststoff-Ingenieur daher auf die Wechselwirkungen zwischen Werkstoff, Konstruktion und Verarbeitung.
Damit sind Inhalt kunststofftechnischer Tätigkeit nicht nur Bauteile und Halbzeuge aus Kunststoff, sondern auch die Generierung und Aufbereitung der Kunststoffe und die für die Herstellung sowie zur sinnvollen Weiterverwertung nach der Gebrauchsphase erforderlichen Maschinen, Verfahren und Entwicklungsprozesse.
Zur wissenschaftlichen und fachlichen Förderung der Kunststofftechnik haben sich die Universitätsprofessoren der Kunststofftechnik im „Wissenschaftlichen Arbeitskreis der Universitätsprofessoren der Kunststofftechnik WAK“ zusammengeschlossen.

## Standorte

### Deutschland
In Deutschland kann  Kunststofftechnik im Rahmen eines Maschinenbaustudiums an folgenden Hochschulen studiert werden:
Technische Hochschulen/Universitäten
- Aachen: RWTH Aachen, Institut für Kunststoffverarbeitung (IKV)
- Amberg: OTH Amberg-Weiden (eigenständiger Studiengang Abteilung Amberg)
- Berlin: TU Berlin
- Senftenberg: BTU Cottbus-Senftenberg, Studiengang Maschinenbau – Studienrichtung Kunststofftechnik
- Chemnitz: TU Chemnitz
- Clausthal: TU Clausthal
- Dresden: TU Dresden
- Erlangen: Universität Erlangen
- Ilmenau: TU Ilmenau, Fachgebiet Kunststofftechnik
- Kaiserslautern: TU Kaiserslautern
- Kassel: Universität Kassel
- Rosenheim: TH Rosenheim (eigenständiger Studiengang)
- Paderborn: Universität Paderborn
- Saarbrücken: Universität des Saarlandes, Lehrstuhl für Polymerwerkstoffe
- Stuttgart: Universität Stuttgart, Institut für Kunststofftechnik

Hochschule/Fachhochschulen
- Aachen: FH Aachen (Studiengang: Angewandte Polymerwissenschaften)
- Aalen: Hochschule Aalen (eigenständiger Studiengang)
- Darmstadt: Hochschule Darmstadt (eigenständiger Studiengang)
- Hamburg: Hochschule für Angewandte Wissenschaften Hamburg
- Horb: Duale Hochschule Baden-Württemberg Stuttgart Campus Horb
- Merseburg: Hochschule Merseburg (FH)
- Mosbach: Duale Hochschule Baden-Württemberg Mosbach
- Osnabrück: Hochschule Osnabrück
- Pirmasens: Hochschule Kaiserslautern (Studiengang: Produkt- und Prozess Engineering – Kunststofftechnik)
- Schmalkalden: Fachhochschule Schmalkalden, (Studiengang: Angewandte Kunststofftechnik)
- Südwestfalen: FH Südwestfalen mit Kunststoff-Institut Lüdenscheid
- Wolfsburg: Fachhochschule Braunschweig/Wolfenbüttel
- Würzburg: Hochschule für angewandte Wissenschaften Würzburg-Schweinfurt (Studiengang: Kunststoff- und Elastomertechnik)

Berufsbildende Schulen
- Gelnhausen: Berufliche Schulen Gelnhausen (Weiterbildung zum staatlich geprüften Kunststoff- und Kautschuktechniker (m/w/d))

### Österreich
In Österreich kann Kunststofftechnik an folgenden Schulen studiert werden:
Höhere Technische Lehranstalten
- Wien: TGM Wien
- Wolfsberg: HTL Wolfsberg
- Andorf: HTL Andorf
- Salzburg: HTBLuVA Salzburg
- Kapfenberg: HTL Kapfenberg
- Bregenz: Höhere Technische Lehranstalt Bregenz

Universitäten
- Leoben: Montanuniversität Leoben
- Linz: Johannes Kepler Universität Linz

Fachhochschule
- Wels: FH Oberösterreich

### Schweiz
In der Schweiz kann Kunststofftechnik im Rahmen eines Maschinenbaustudiums an folgenden Hochschulen studiert werden:
- Freiburg/Fribourg: Hochschule für Technik und Architektur (FH Westschweiz)
- Rapperswil SG: OST – Ostschweizer Fachhochschule (Campus Rapperswil)
- Windisch: Hochschule für Technik Windisch (FH Nordwestschweiz)
- Winterthur: Zürcher Hochschule für Angewandte Wissenschaften (ZHAW)

## Lehrberuf in Österreich
In Österreich kann Kunststofftechnik auch als Lehrberuf mit einer Ausbildungsdauer von vier Jahren erlernt werden. Der Lehrberuf konzentriert sich dabei vor allem auf die praktischen Komponenten der Arbeit in Werkstätten und Werkhallen.